# Kuwait nos Jogos Olímpicos de Verão de 1968
O Kuwait participou dos Jogos Olímpicos de Verão de 1968 na Cidade do México, México.